# Вільям Тернер
Вільям Тернер, повне ім'я Джозеф Меллорд Вільям Тернер (англ. Joseph Mallord William Turner RA; 23 квітня 1775 — 19 грудня 1851) — відомий англійський художник, аквареліст та графік епохи романтизму. Малював пейзаж і, зокрема фантастичні, уявні, міста Італії, інтер'єри тощо.

## Життєпис
Народився в Лондоні. Батько (Вільям Гей Тернер, 1738—1829) був перукарем. Українське слово «перукар» надзвичайно точно визначає фах батька, бо той творив перуки, що мали великий попит у Британії XVIII століття.
Мати (Мері Маршал) молодою захворіла на психічний розлад, ймовірно через ранню смерть молодшої сестри Вільяма — Гелен. Мати померла в сумнозвісній божевільні Лондона — Бедламі у 1804 році.
Неможливість виховання матір'ю обумовила передачу хлопця в родину дядька в передмістя Лондона — Брентфорд. Там і помітили хист підлітка до мистецтва. Вільям багато малював, і батько чіпляв малюнки сина на вікнах своєї лондонської перукарні.
Після школи підлітка відправили в Королівську академію мистецтв. Англійці полюбляють акварельний живопис. Займався ним і Вільям в академії. Вже через рік навчання його акварель узяли на щорічну виставку в Академії. Тернер був все життя тісно пов'язаний із цим навчальним закладом, постійно експонував там свої твори, а з 1802 року став членом академії.
З роками ставав все більш ексцентричним і не вкладався в обов'язкові для джентльмена правила.
Він ніколи не був одруженим, але жив з коханкою (Софія Кароліна Бут). А Сара Денбі народила від нього двох дочок у 1801 та 1811 роках.
Найбільшим відгуком на політичні події сучасності стали картини Тернера на теми Наполеонівських воєн та перемоги королівської Британії в тих подіях — «Трафальгарська баталія», «Поле Ватерлоо».
Тернер декілька разів подорожував країнами Західної Європи, був в Італії, Швейцарії, Франції. У Луврі, що був перетворений на національний музей ще за часів Французької революції 1789—1793, Тернер вивчав живопис старих майстрів. Декілька разів Тернер відвідав Венецію, яку малював аквареллю й олійними фарбами.
Тернер полюбляв архітектуру і навіть якийсь час хотів пов'язати свій фах з будівництвом. Але це швидко минулося. Сліди захоплення архітектурою відбилися в малюнках краєвидів Венеції, Лондона, окремих пам'яток стародавньої архітектури.
Помер 19 грудня 1851 року від холери в домі Софії Кароліни Бут, у Чейни Уолк у Челсі. Похований у Соборі святого Павла, де покоїться біля сера Джошуа Рейнольдса.
Друг Тернера, архітектор Філіп Хардвік (1792—1870), син його наставника, Томаса Хардвіка, був відповідальним за організацію його похоронів. У момент смерті Вільяма, він написав усім тим, хто знав Тернера, що «я повинен повідомити вас, що ми втратили його». Іншими причасними до похоронів були його двоюрідний брат і головний скорботній на похороні Генрі Харпур IV. Генрі Скотт Тріммер, Джордж Джоунс РА та Чарльз Тернер АРА.

## Заповіт
За заповітом художника усі його роботи (близько 300 картин і понад 19 000 акварелей і малюнків) перейшли у власність держави. Тому творів Тернера надзвичайно мало в музеях поза межами Британії. Більша частина робіт художника зберігається в галереї Тейт, де для картин і акварелей Тернера прибудували ціле крило з дев'яти залів. Згідно з заповітом Тернера дві його найкращі картини («Схід сонця в тумані» і «Дідона, засновниця Карфагена») експонуються в Національній галереї в одному залі з картинами «Ісаак і Ревека» і «Відплиття цариці Савської» Клода Лоррена.

## Тернерівська художня премія
З 1984 року в Британії заснована Тернерівська художня премія. Її дають щорічно художнику, що живе чи працює в Британії й вік якого не перевищує 50 років. Її грошовий еквівалент дорівнює 25 000 фунтів. Премію дають зовсім не за пейзажні твори.

## Галерея

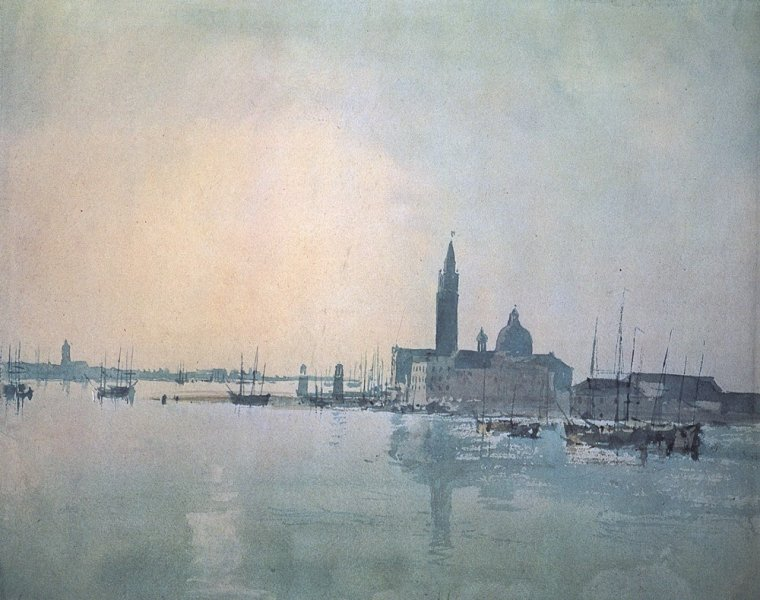
Сан-Джорджо Маджоре: ранок, акварель, 1819, Галерея Тейт, Лондон
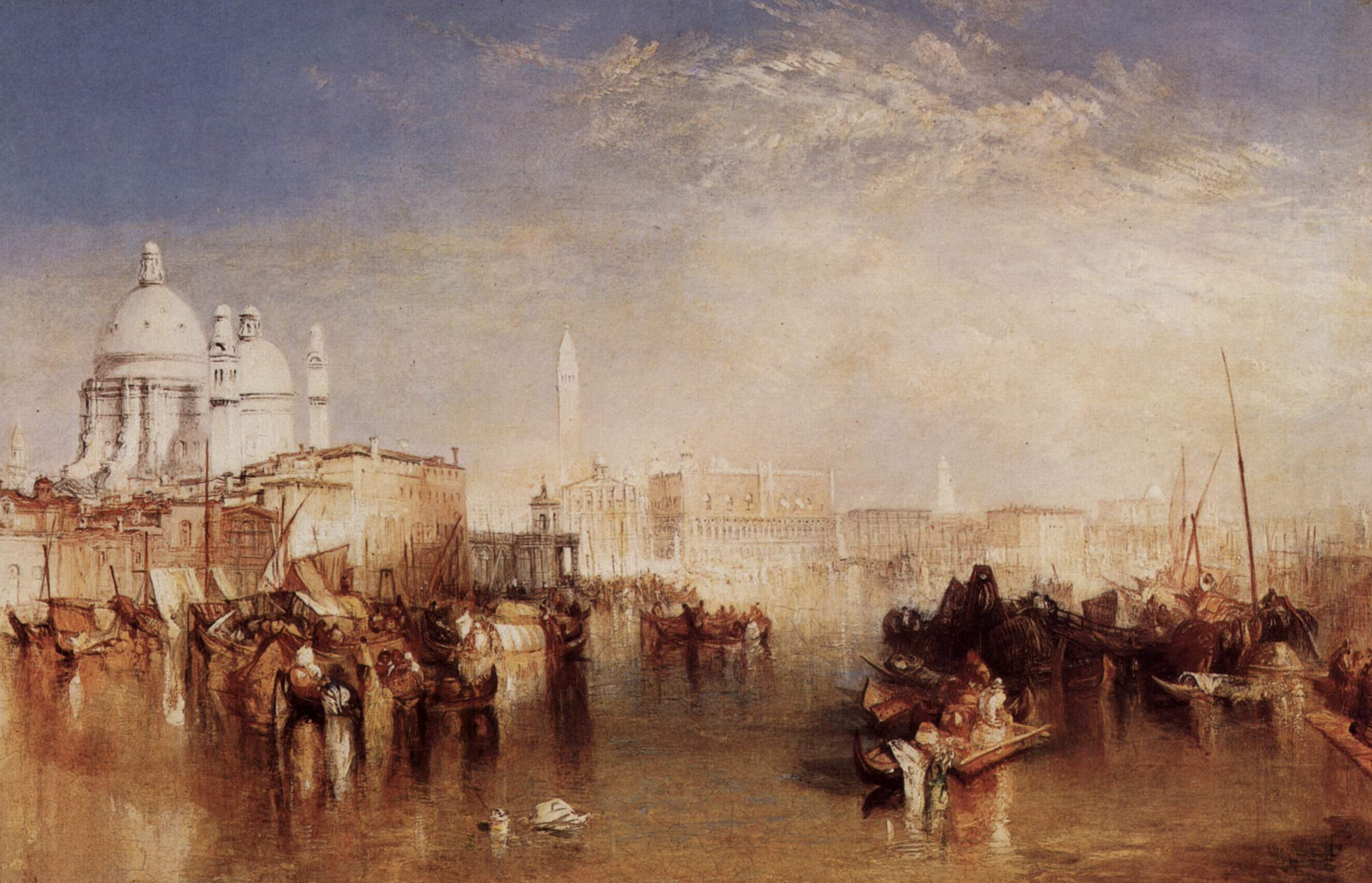
Палац дожів, Королівський музей Вікторії і Альберта, Лондон
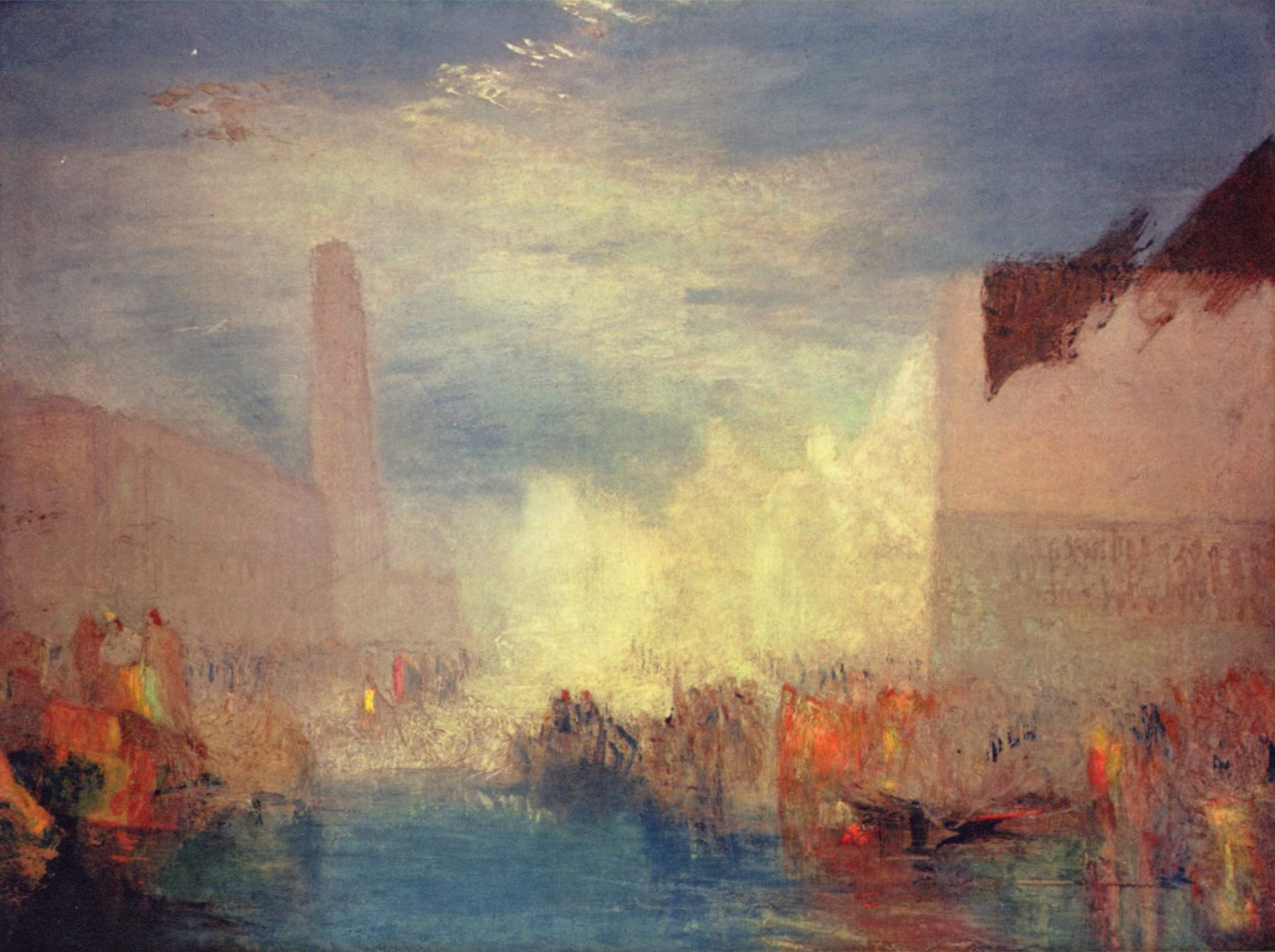
Гранд-канал у Венеції
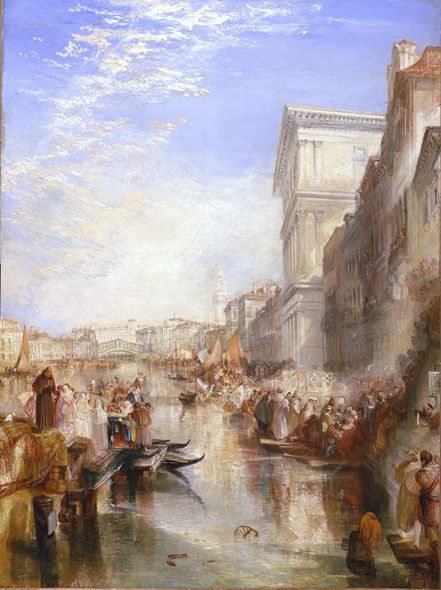
Гранд-канал у Венеції, Гантінгтонська бібліотека, Сан-Марино, Каліфорнія
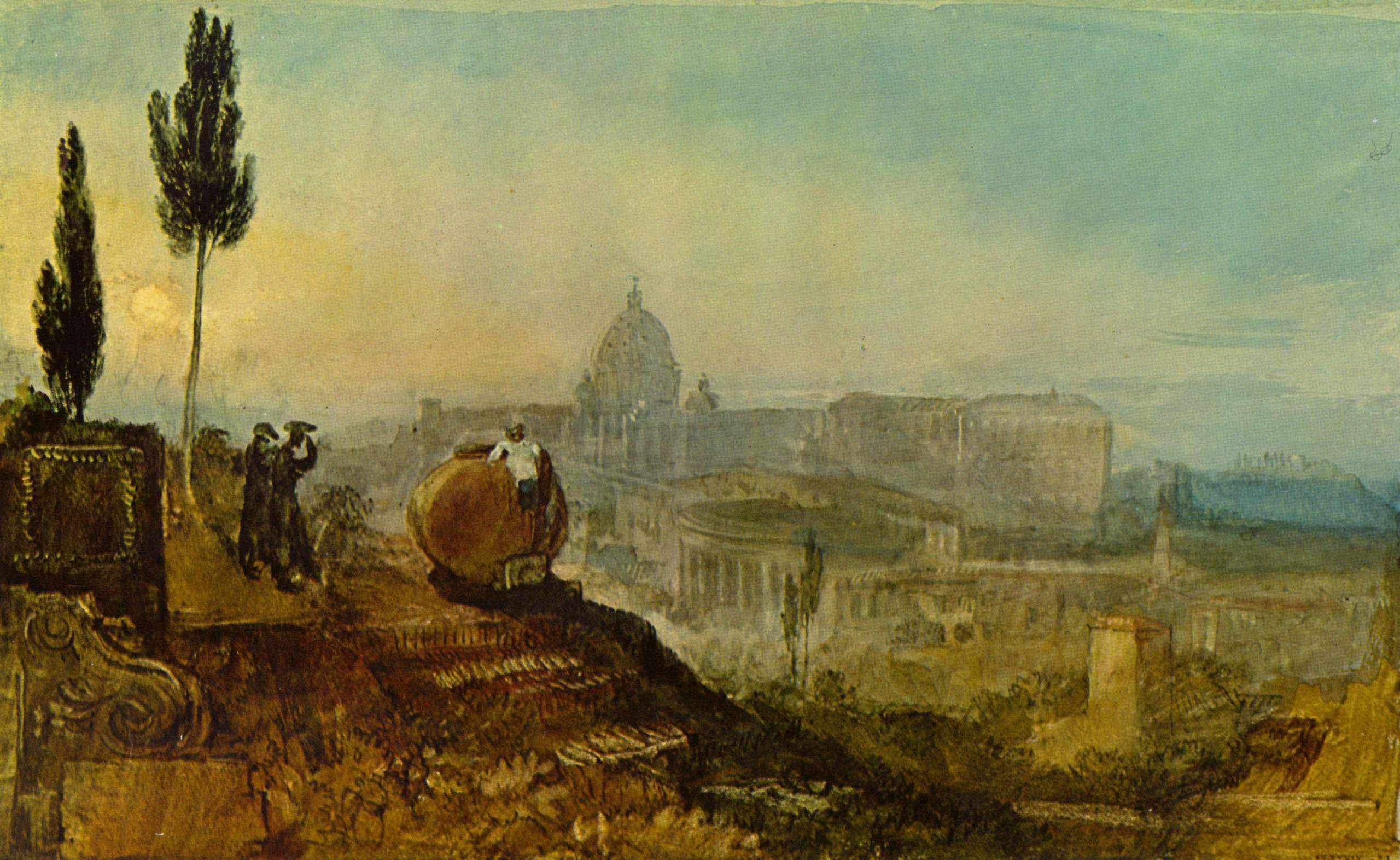
Собор Святого Петра з півдня, 1819, Національна галерея, Лондон
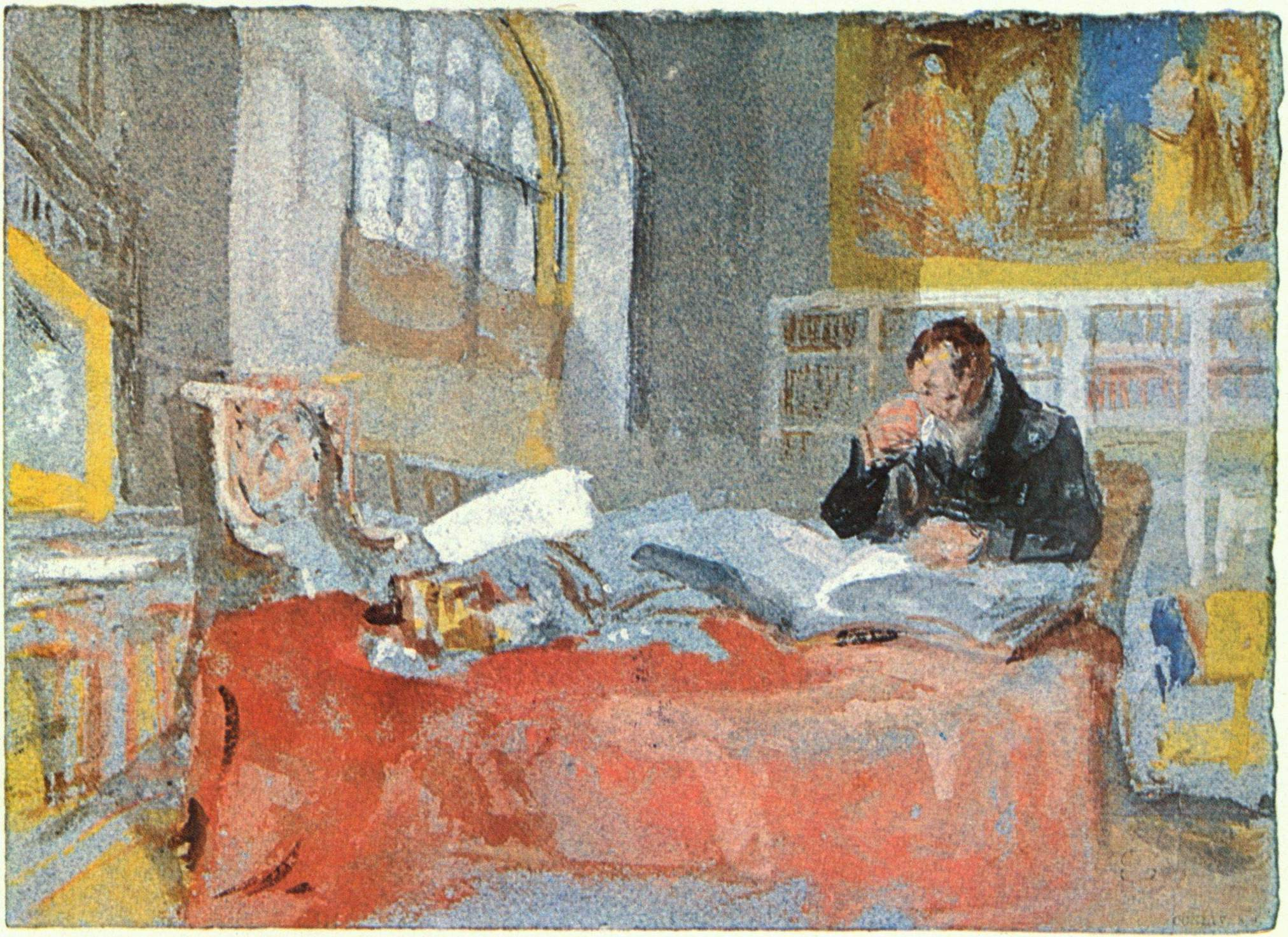
Майстерня Тернера
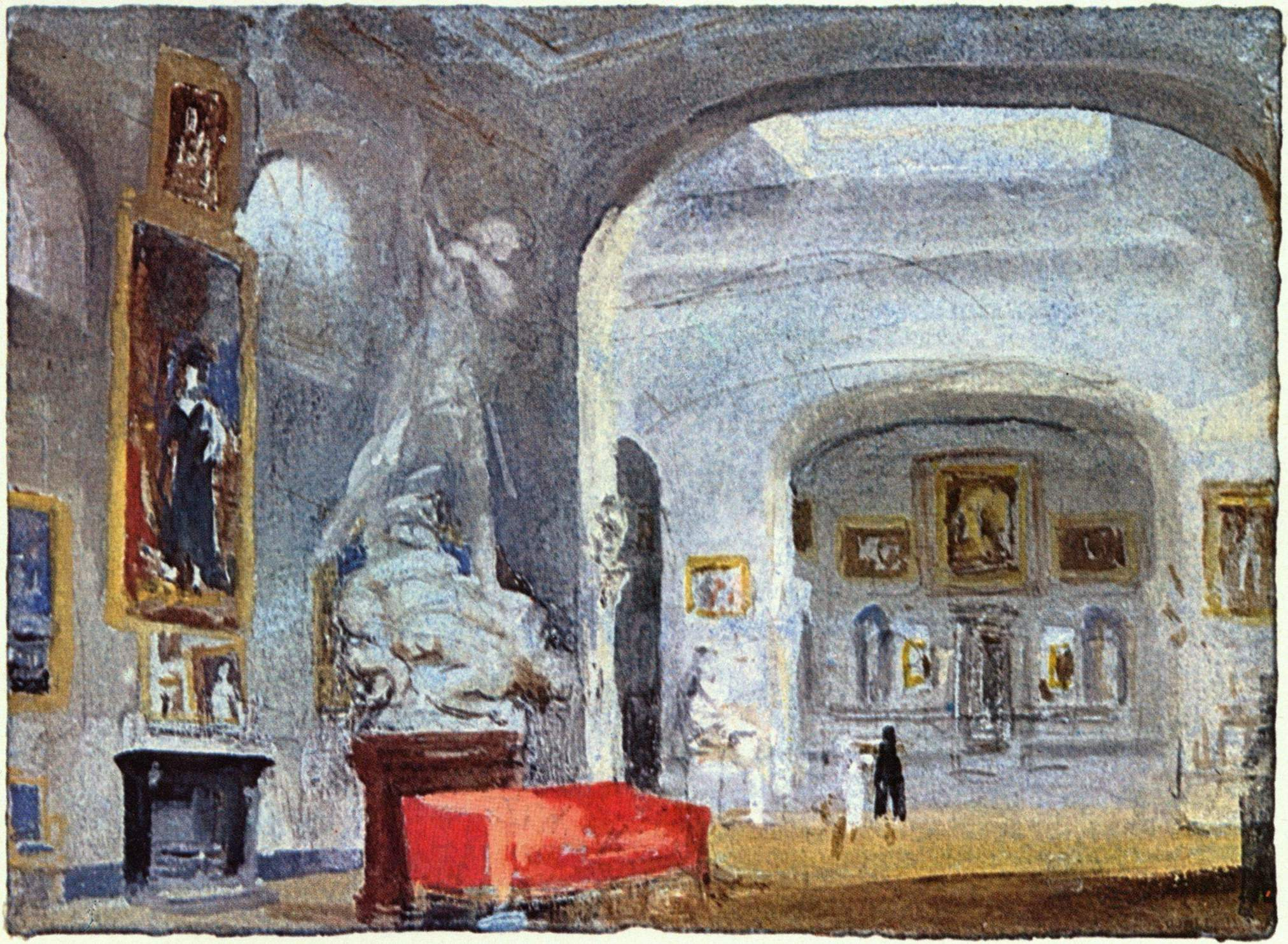
Північна галерея
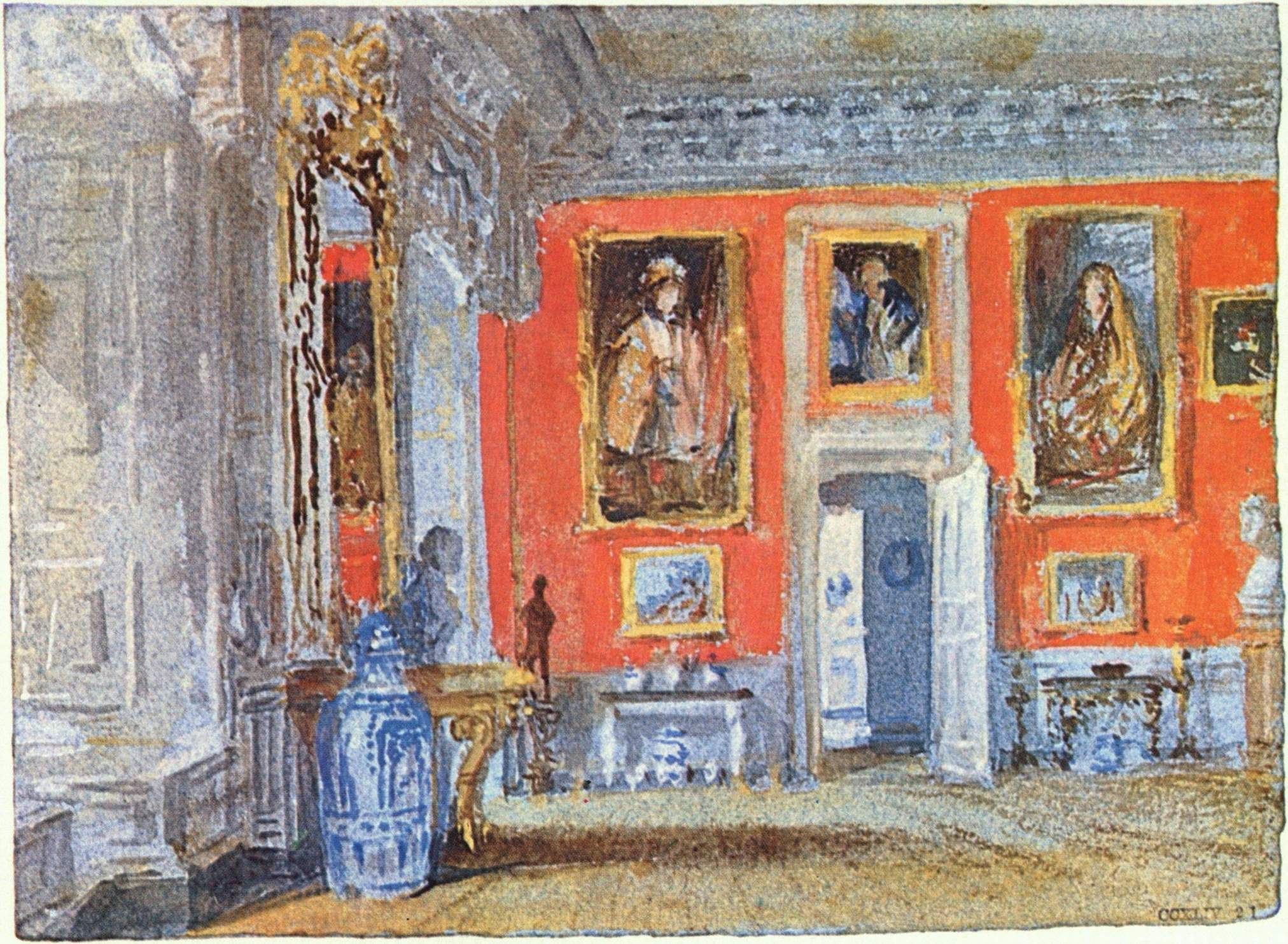
Салон, акварель
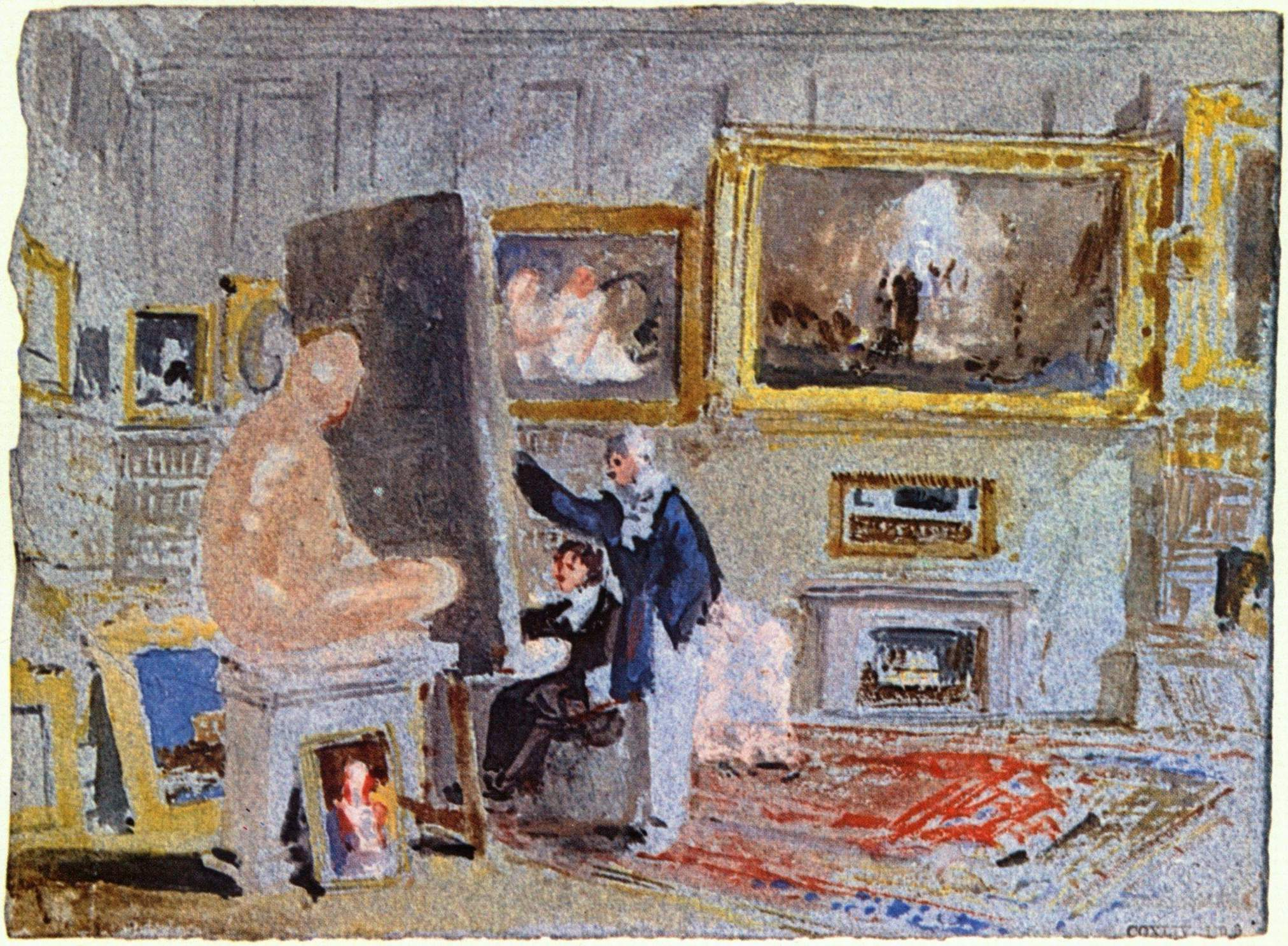
Майстерня художника
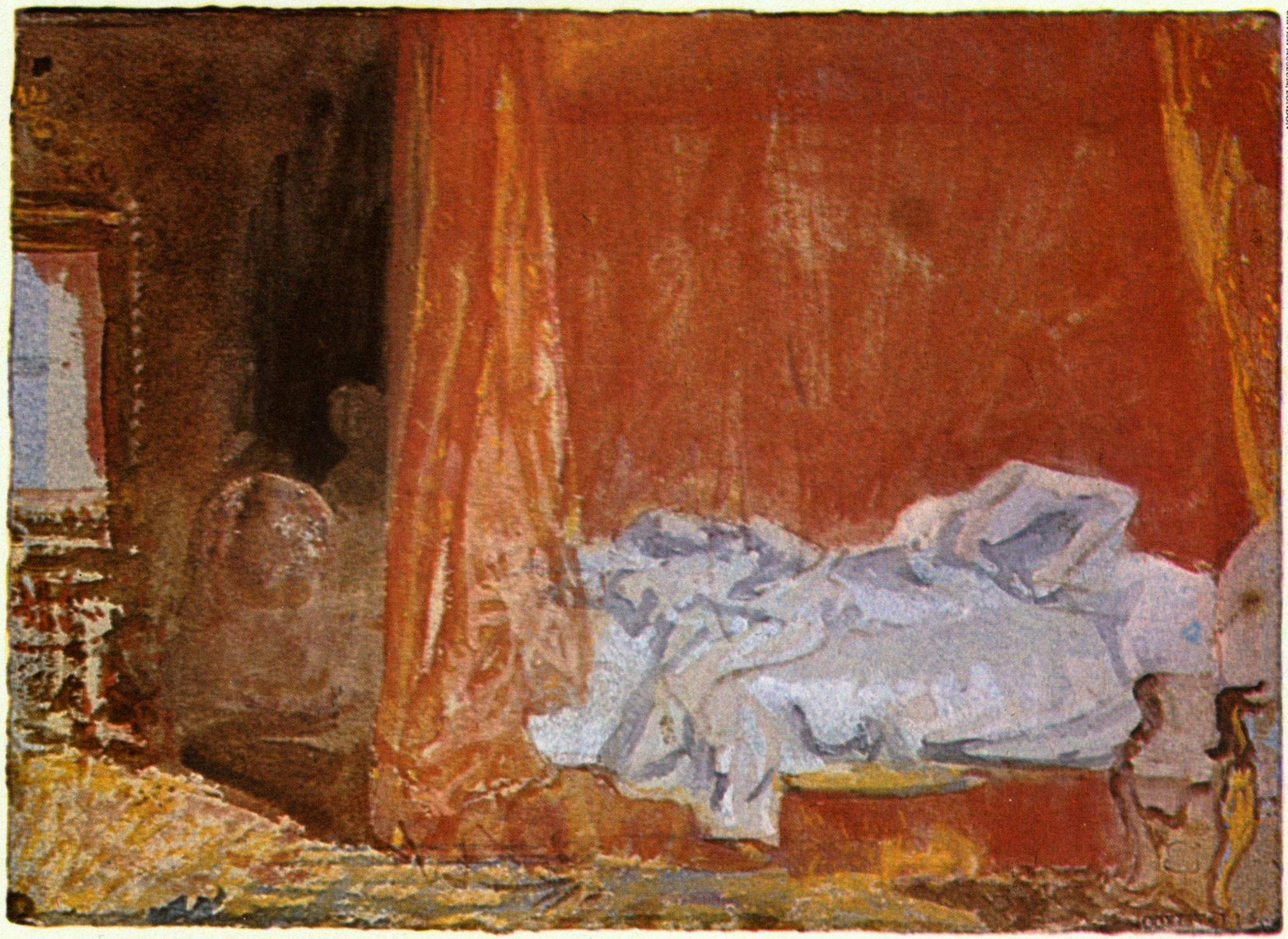
Спальня, акварель.
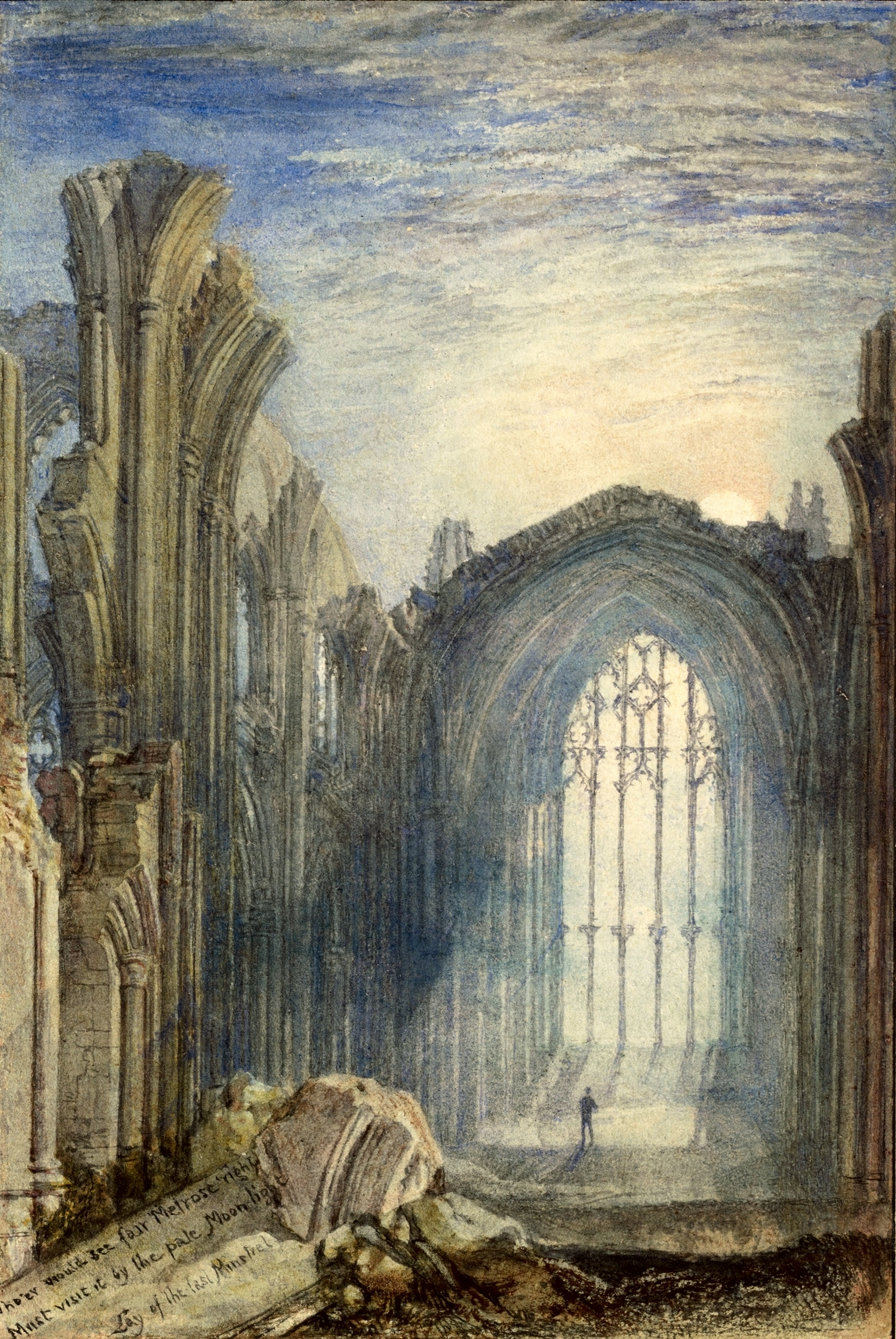
Готичне абатство Мелроуз.
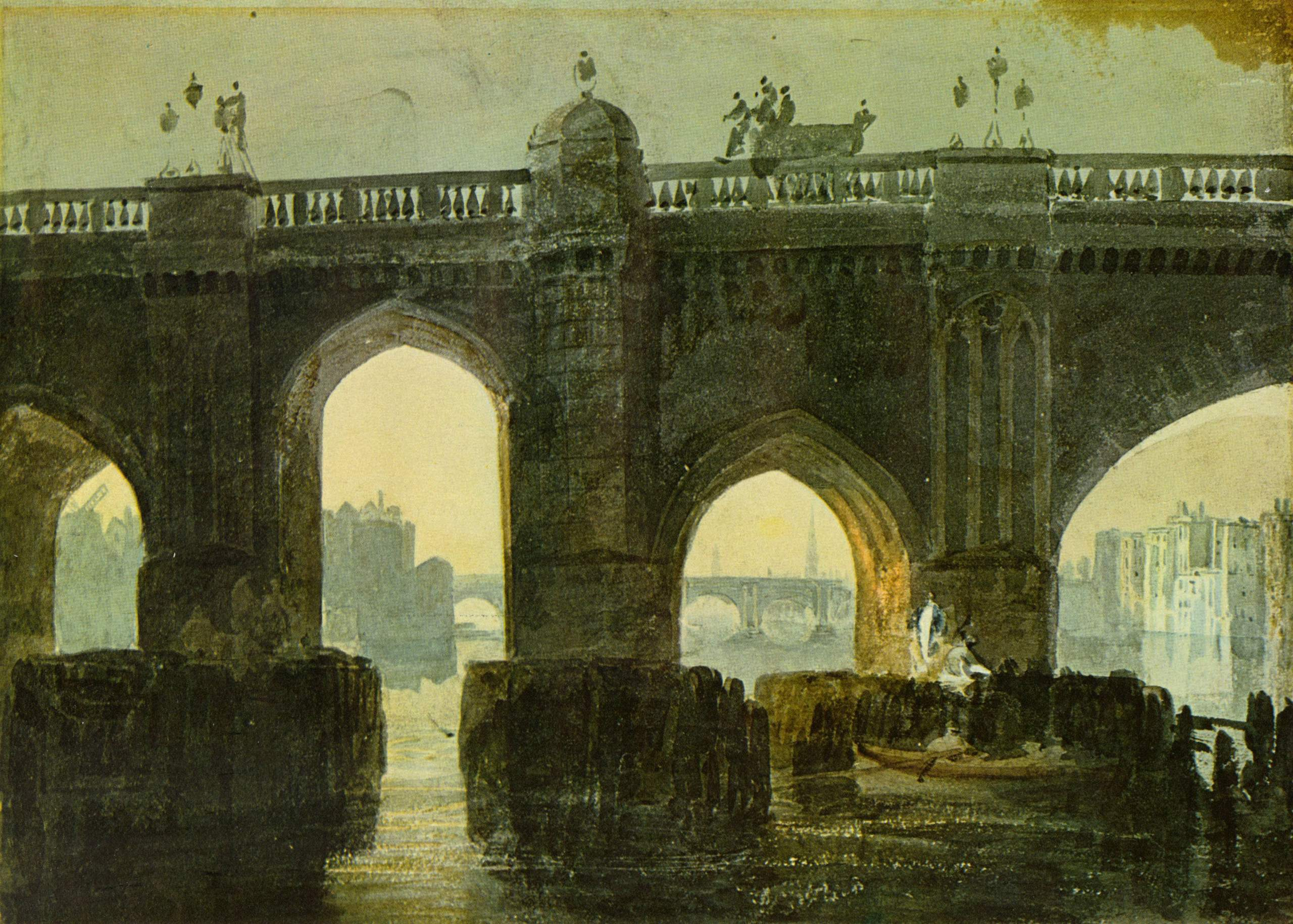
Старий лондонський міст, Британський музей, Лондон.
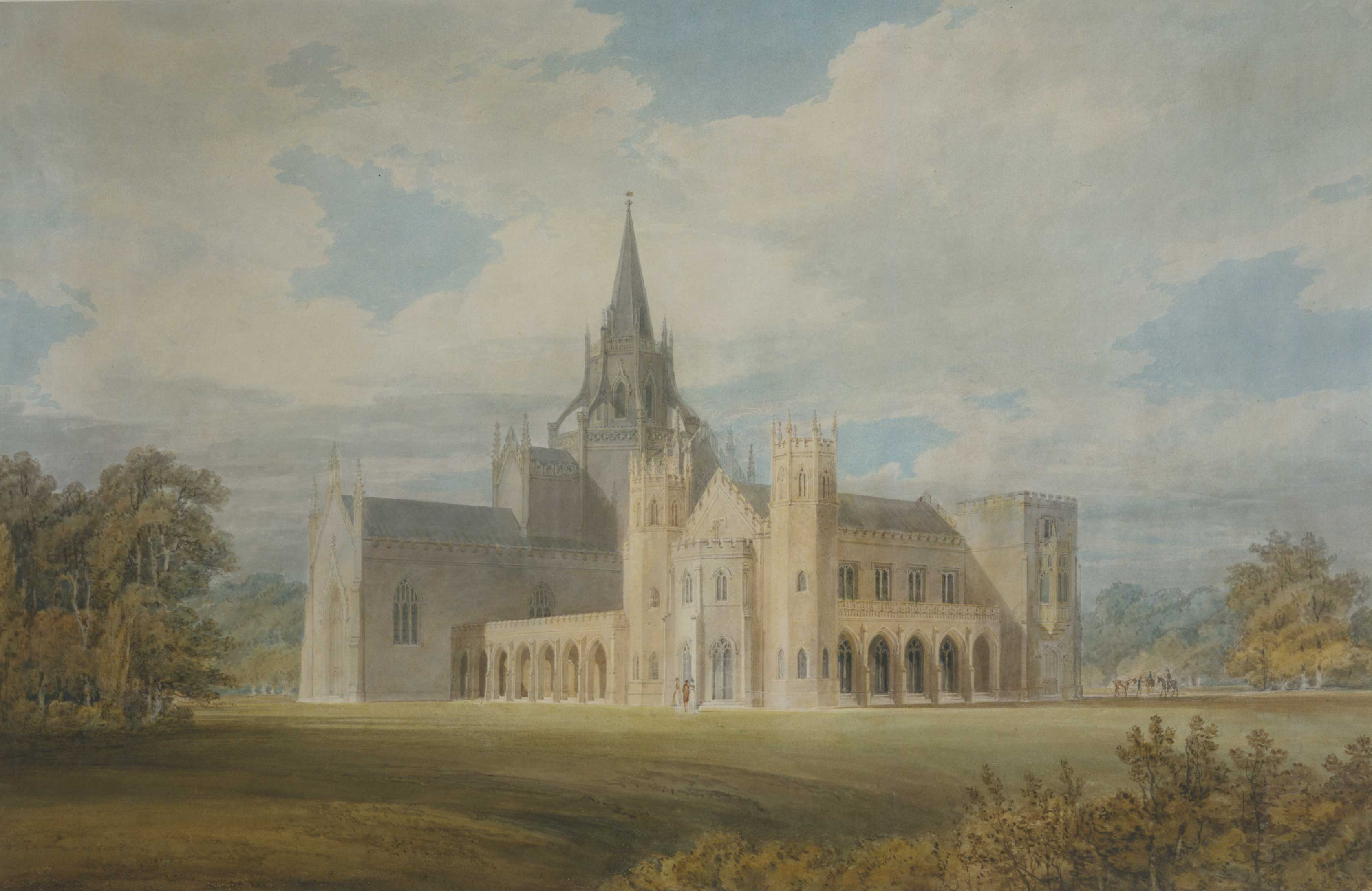
Абатство Фонтгілл, 1799 р.
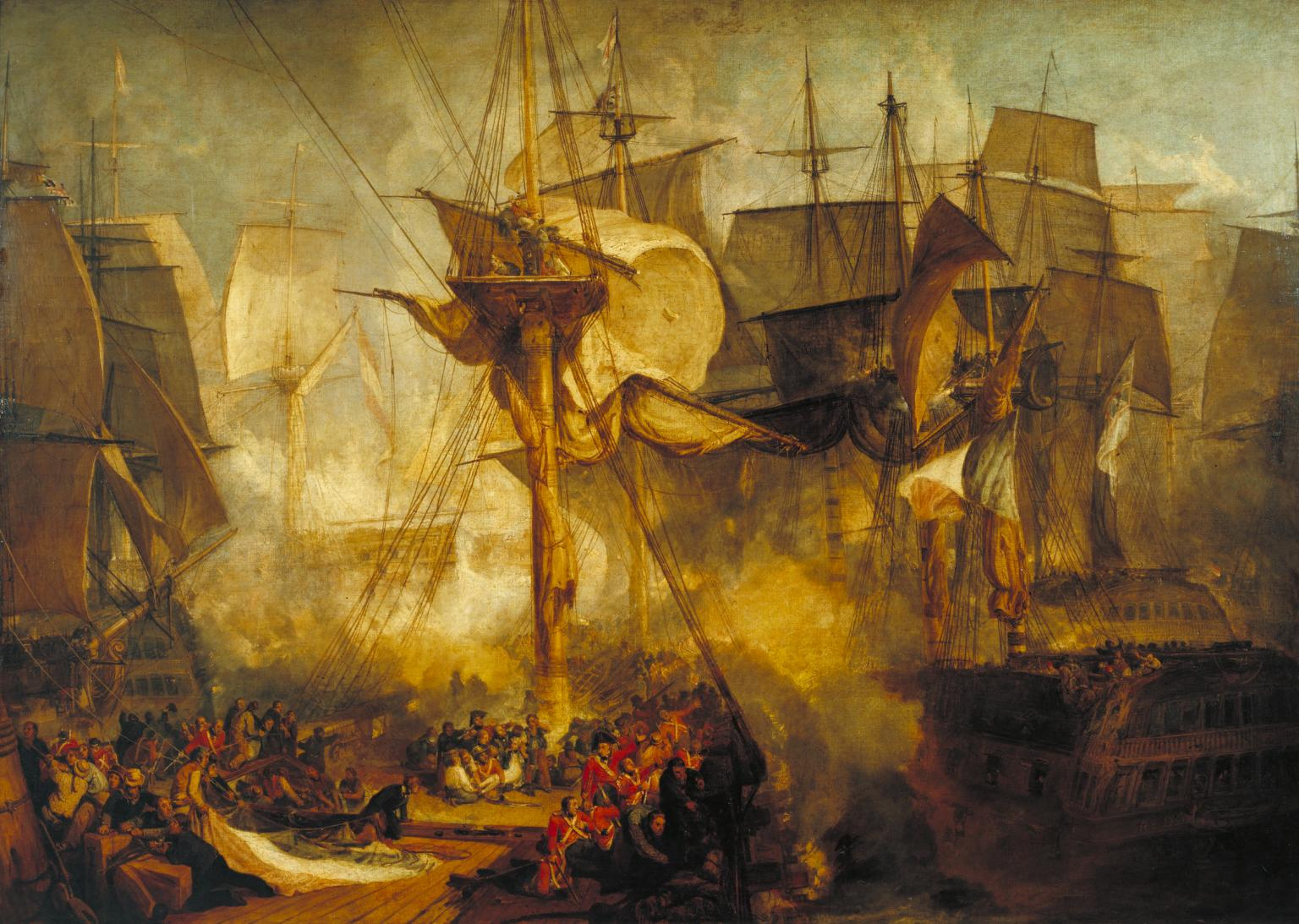
Трафальгарська битва, 1806
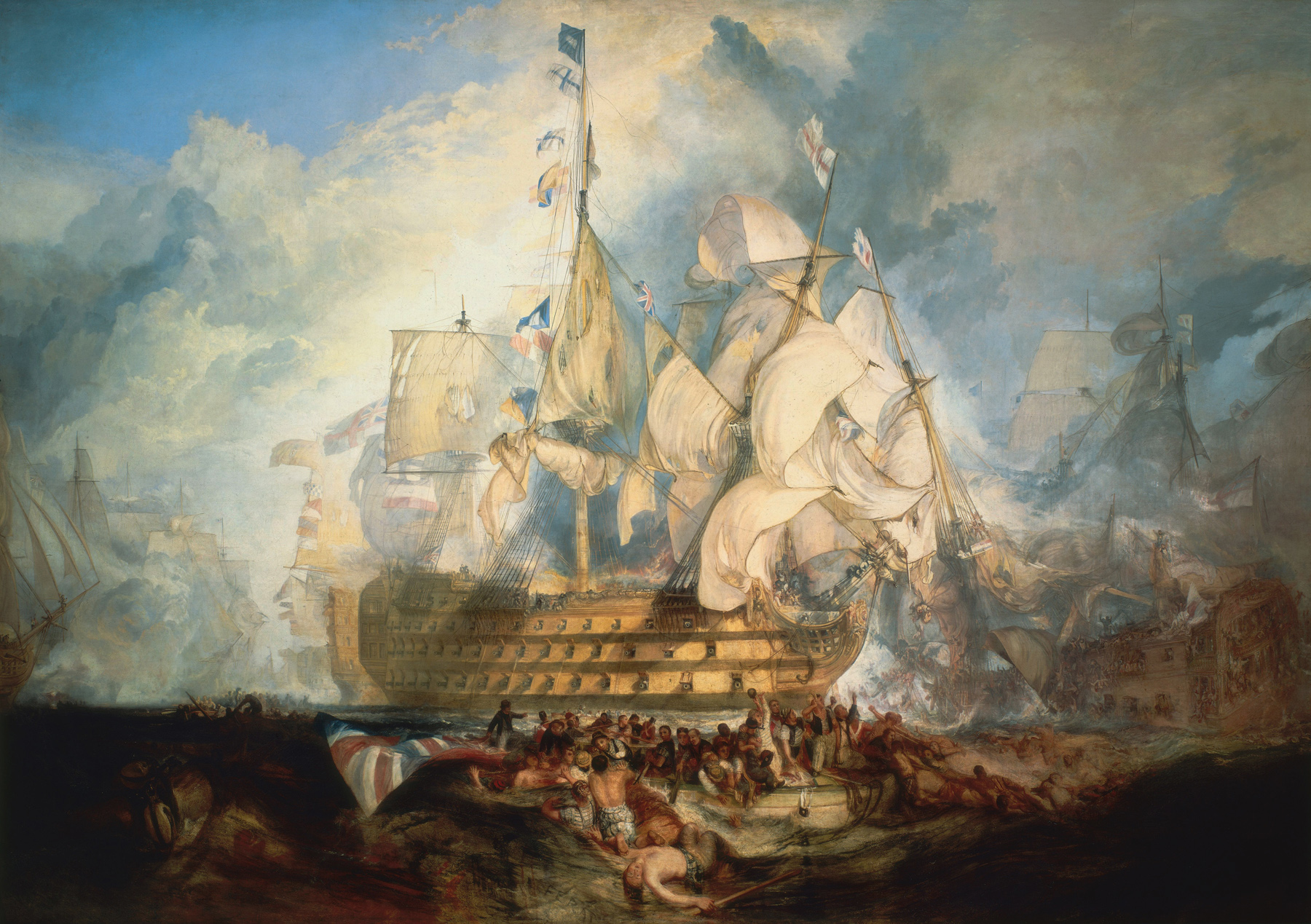
Трафальгарська битва, 1822
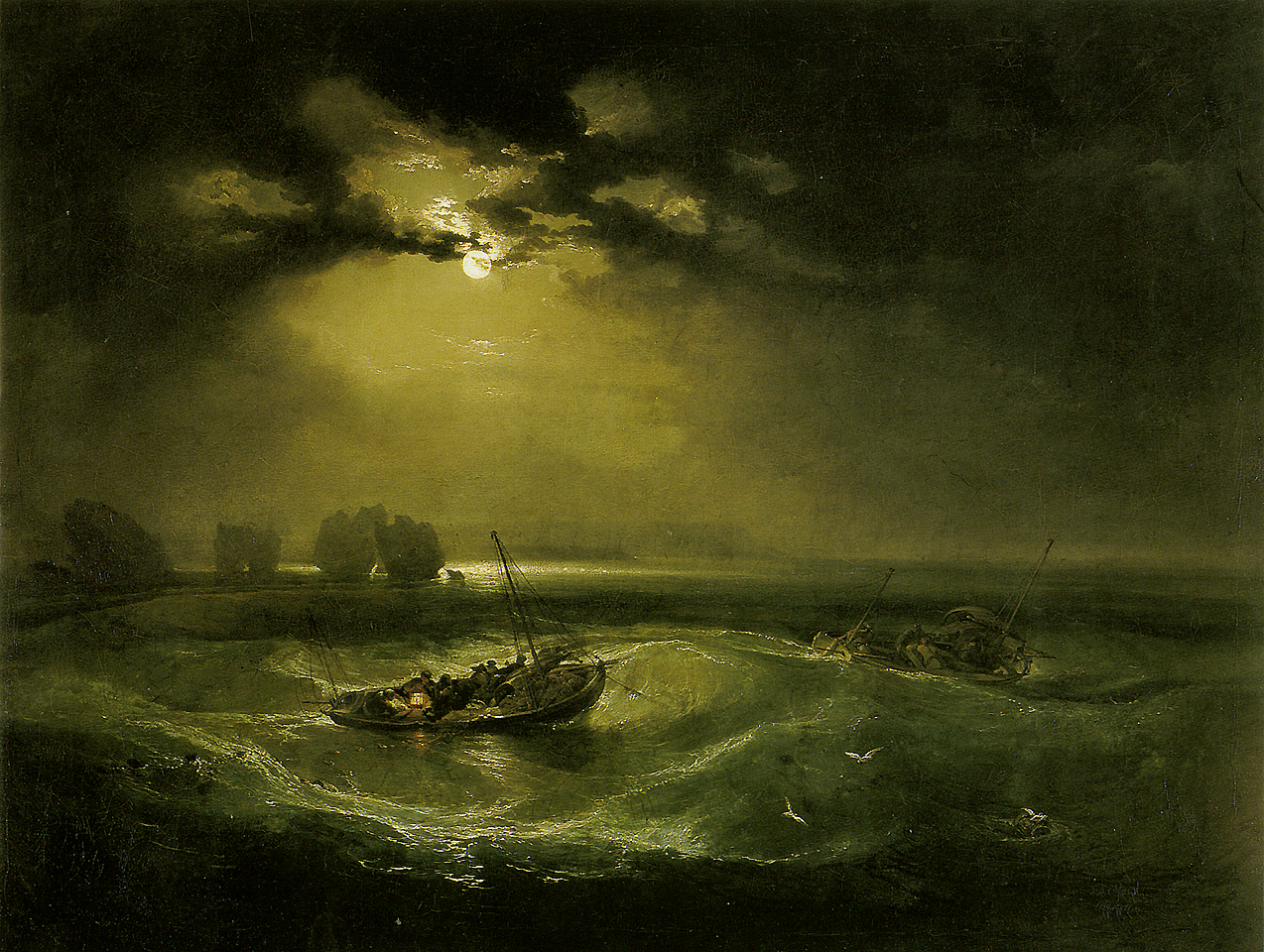
Рибалки у морі, 1796, Галерея Тейт, Лондон
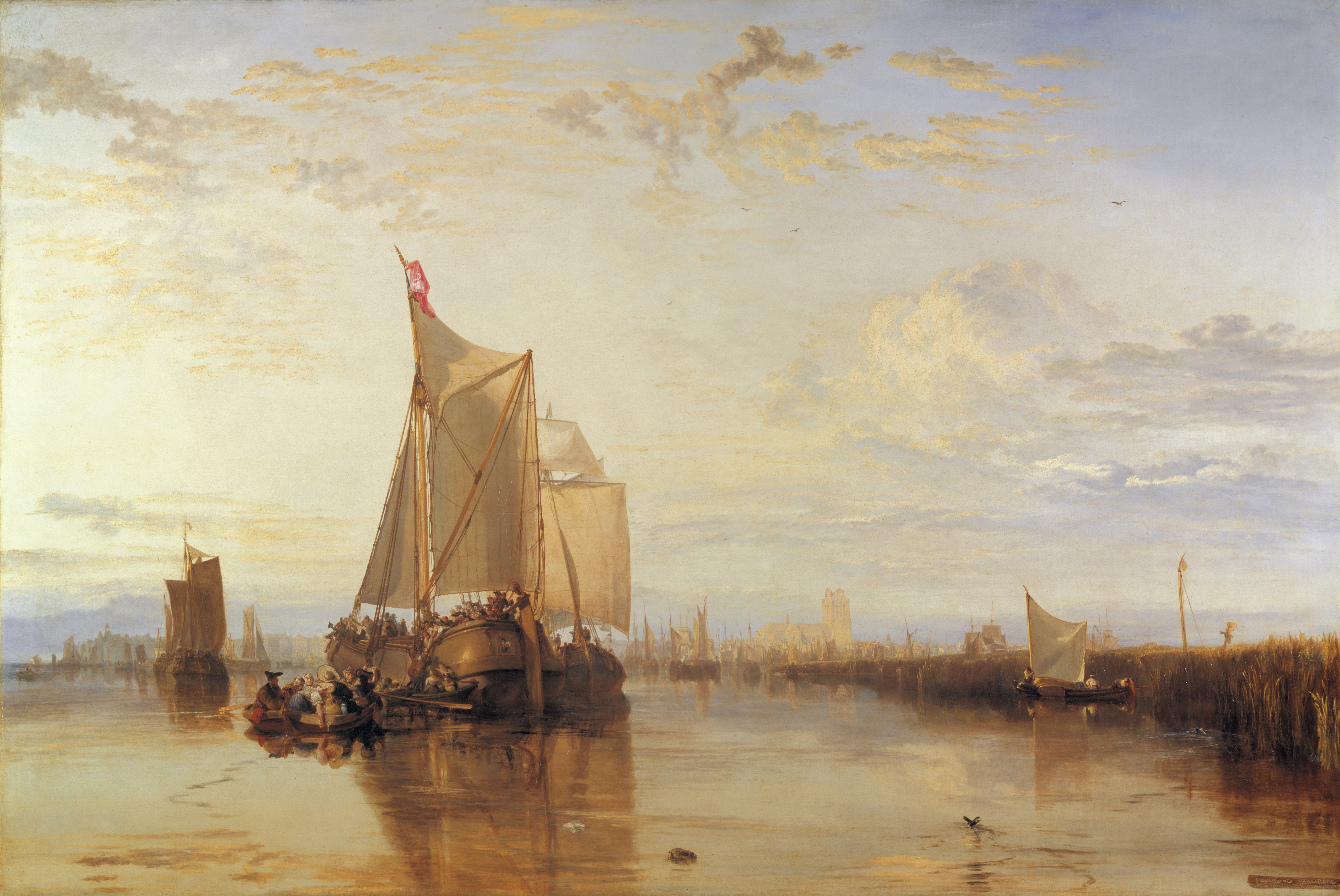
Пакетбот з Роттердама, 1818, Єльський центр британського мистецтва, Нью-Гейвен, Коннектикут, США
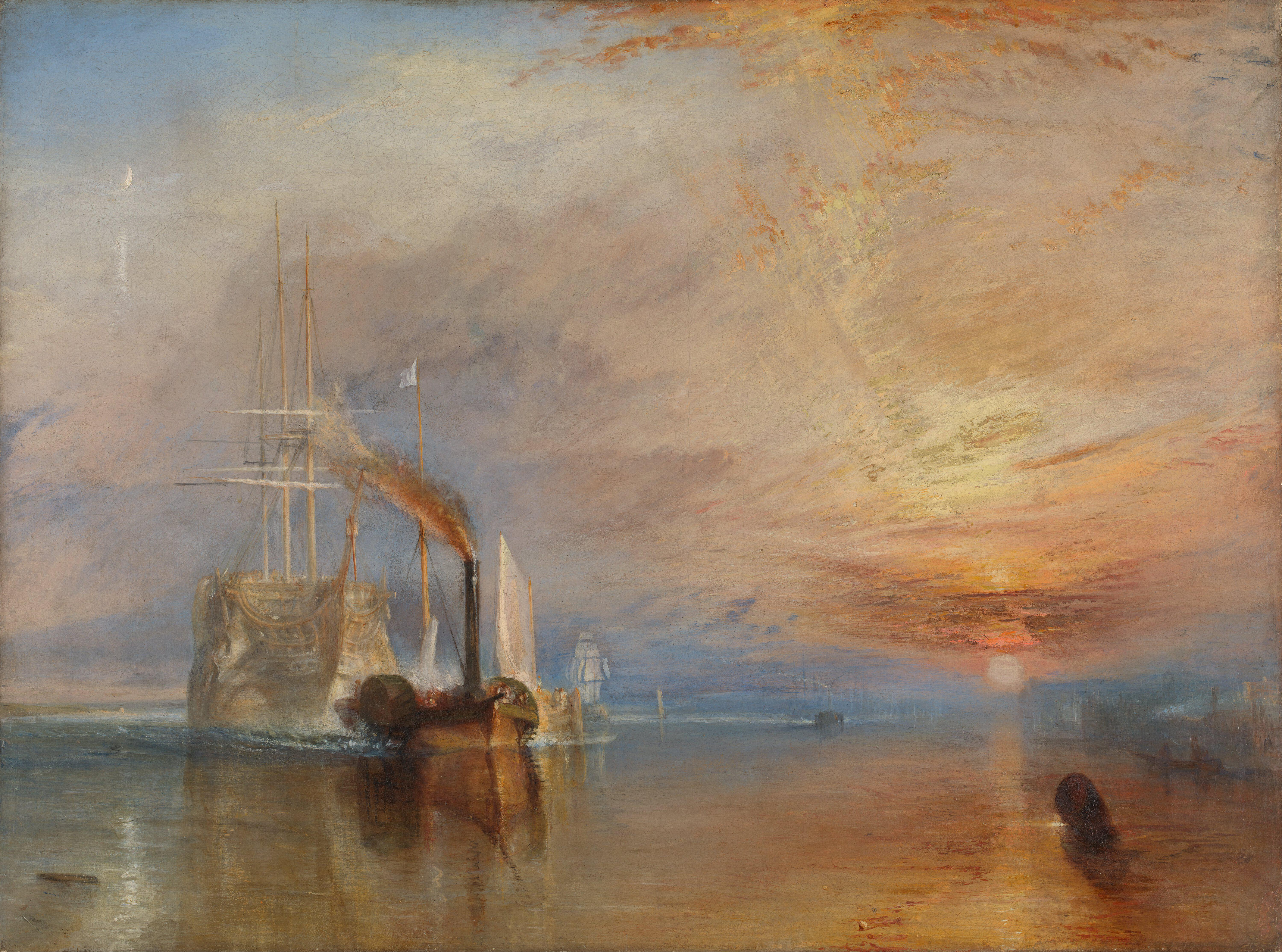
Корабель «Сміливий» тягнуть на звалище, 1839
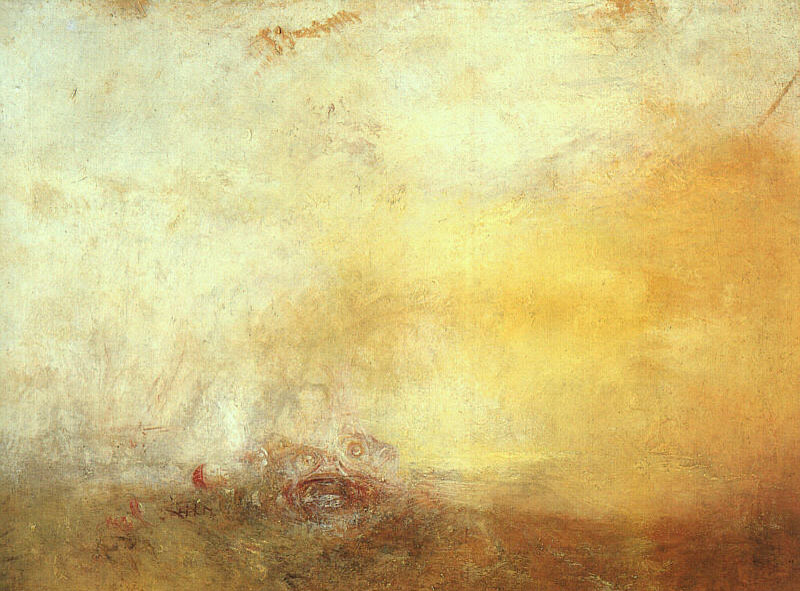
Схід сонця з морськими чудовиськами, 1845, Галерея Тейт
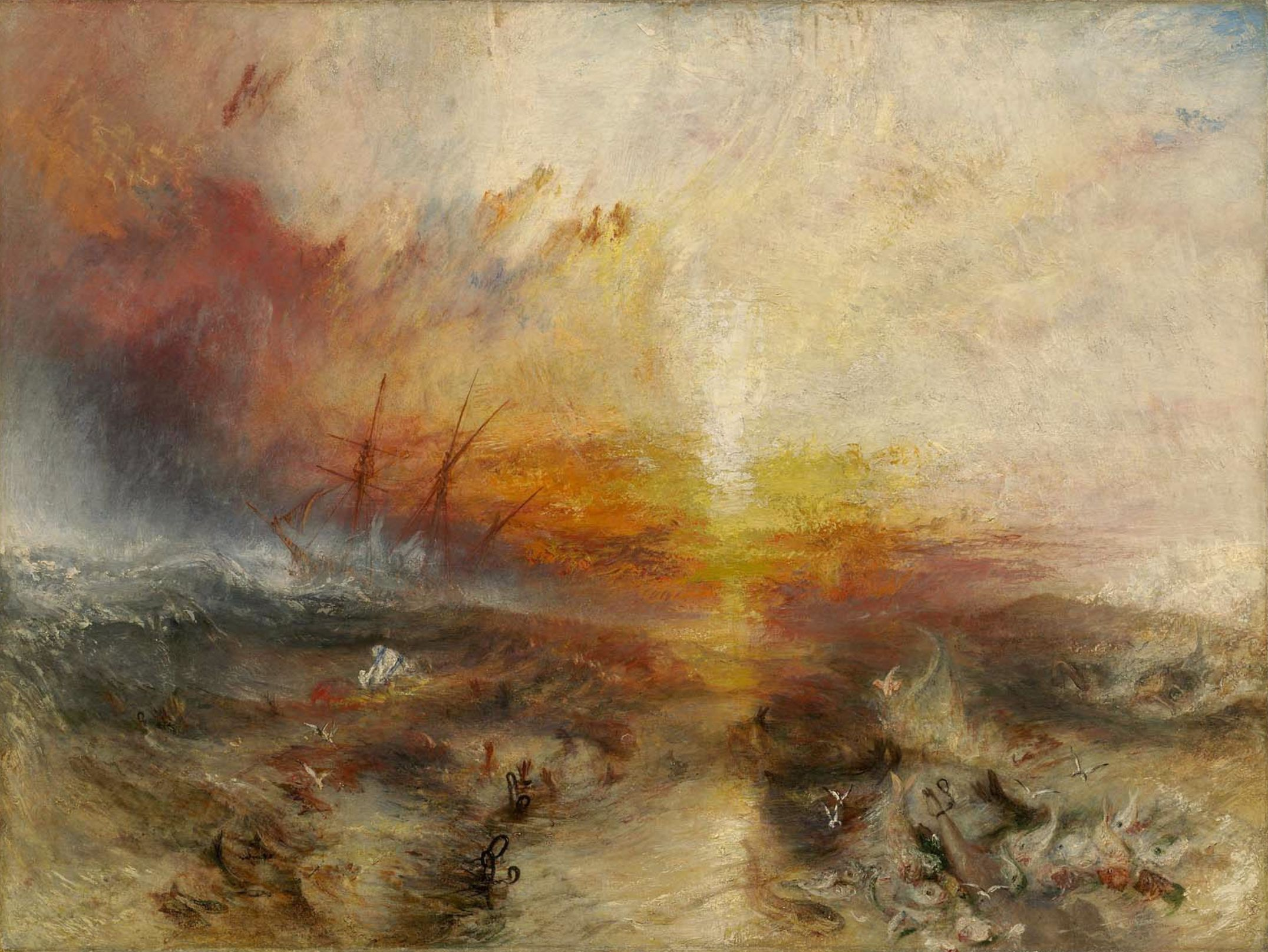
Корабель - перевізник рабів, Бостон, Музей красних мистецтв
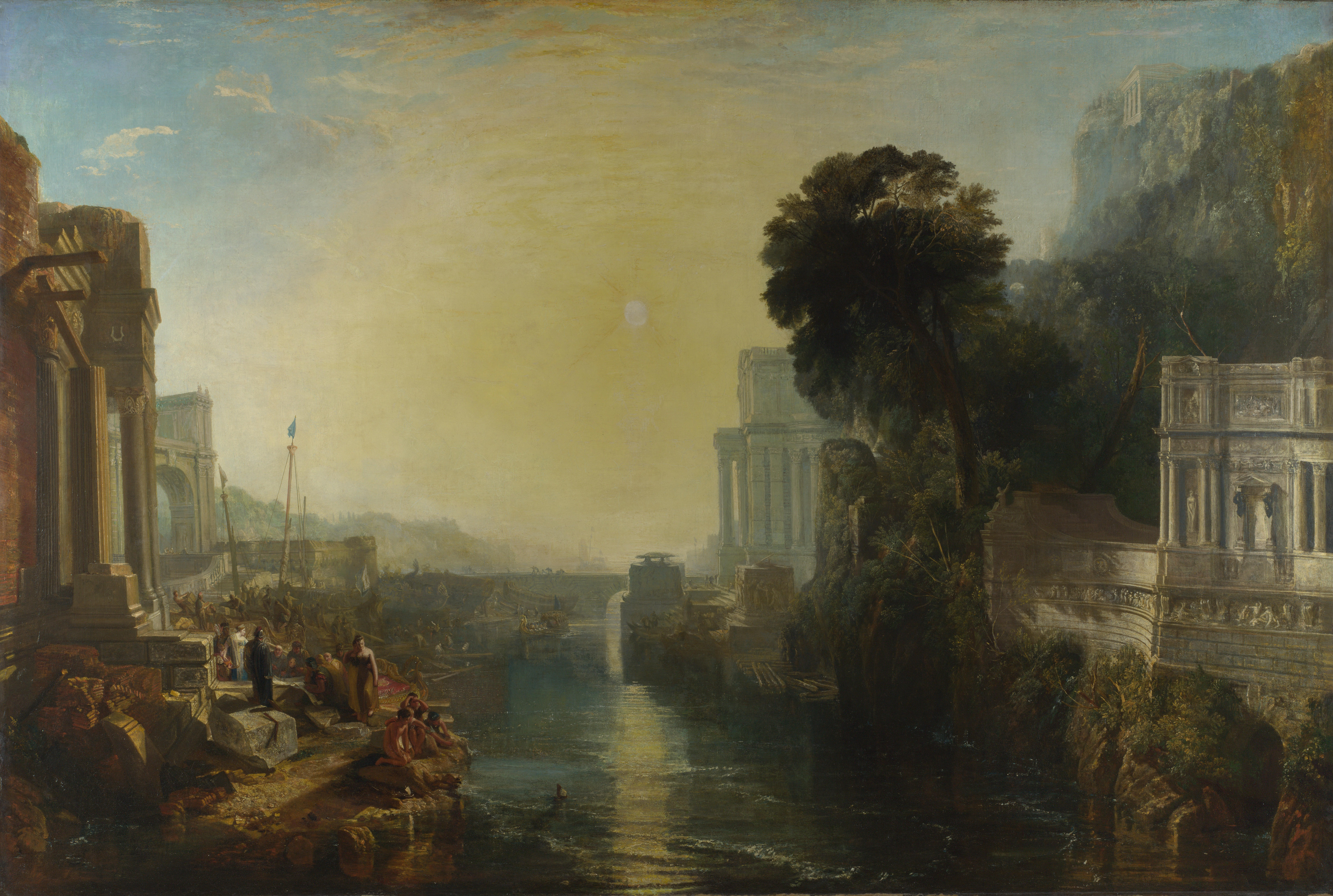
Дідона, засновниця Карфагена, 1815, Національна галерея, Лондон
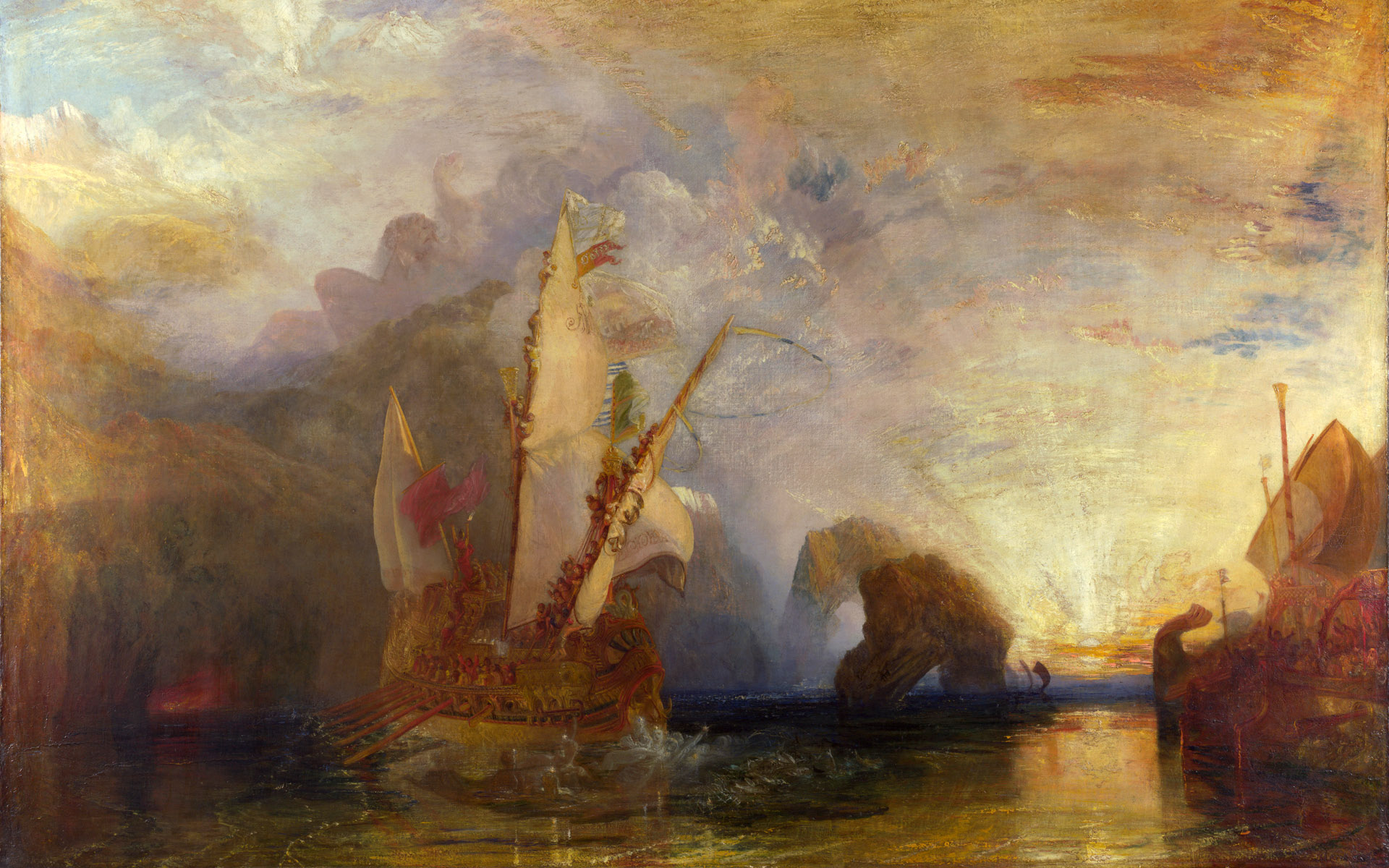
Улісс глузує з Поліфема, 1829